# Mitsubishi Delica
La Mitsubishi Delica è una serie di veicoli commerciali leggeri e autovetture di tipo monovolume prodotte in varie generazioni dalla casa automobilistica giapponese Mitsubishi Motors Corporation a partire dal 1968.
La Delica è stata venduta in tutto il mondo con diverse denominazioni, in Europa come Mitsubishi L300 e L400 nelle versioni commerciali e come Mitsubishi Space Gear nella versione monovolume. In Australia come Mitsubishi Express.

## Prima generazione (1968-1982)
La prima generazione di Delica era un veicolo commerciale leggero progettato sia con carrozzeria pick-up che furgonato per trasporto merci e persone basato su una versione accorciata del telaio a longheroni del Mitsubishi Canter con sospensioni a balestra anteriori e posteriori. Venne introdotto in Giappone nel luglio 1968 nella versione pick-up con il codice di telaio T100 (seguendo la stessa nomenclatura del Mitubishi Canter T90). Era equipaggiato con un motore quattro cilindri benzina KE44 dalla cubatura di 1.088 cm³ erogante 58 CV (43 kW), il carico utile massimo del veicolo era di 600 kg e per questo era identificato con la denominazione commerciale Delica 60, la velocità massima di 115 km/h. Divenne il primo commerciale compatto ad avere un abitacolo con tre posti anteriori. Solo un anno dopo debuttarono le versioni furgone merci e furgone passeggeri (quest’ultimo denominato "Delica Coach" con abitacolo a nove posti su tre file di sedili). Nel 1969 il motore venne potenziato a 62 CV (46 kW).
Nel marzo 1971 arrivò un profondo restyling sia per la parte estetica che per la meccanica; debutta una nuova versione con carico utile da 750 kg ribattezzata Delica 75 (nuovo codice telaio T120) e portava al debutto una griglia radiatore cromata, nuovi fanali posizionati più in basso e un nuovo motore benzina da 1.4 litri Neptune (4G41) erogante 86 CV che affiancò il più piccolo motore da 1,1 litri.
Nel 1974 la gamma giapponese viene semplificata nelle colorazioni della carrozzeria e viene abolita la versione commerciale con tre finestre vetrate che però resta in produzione solo nelle specifiche estere. Nel 1975 con l'entrata in vigore delle nuove norme in materia di emissioni giapponesi la potenza massima del motore benzina 1.4 venne ridotta a 82 cavalli e la versione minibus Delica Coach non verrà più venduta nel mercato interno. 
Nel 1976 venne aggiunta alla gamma il pick-up con carico utile massimo da 1 tonnellata e passo allungato di 150 mm (codice telaio T121).
Nei mercati di esportazione la Delica veniva venduta come Colt T100 o Colt T120 (a seconda del telaio). 
In Indonesia la versione T120 rimase in produzione fino al 1982 dove godeva di un buon successo soprattutto nelle versioni minibus.

## Seconda generazione (1979-1994)
La seconda serie del Delica venne presentata nel giugno 1979 ed era un veicolo totalmente nuovo sia dal punto di vista dello stile che della meccanica: era caratterizzato da un design squadrato e da una carrozzeria più grande e larga. Il nuovo telaio di base adottava componenti derivati dal fuoristrada Pajero e già in fase progettuale venne studiata la possibilità di offrire anche la versione a trazione integrale con assetto rialzato per il fuoristrada. Le sospensioni anteriori erano totalmente inedite a ruote indipendenti con una struttura a doppio braccio oscillante mentre al retrotreno vennero adottate molle a balestra. In totale vennero progettate dieci varianti per andare maggiormente incontro alle esigenze di mercato, e una grossa novità fu l’introduzione delle porte scorrevoli laterali posteriori e del portellone posteriore verticale in unico pezzo o sdoppiato a due ante come nei furgoni europei. 
La seconda generazione è un modello che sarà venduto in tutto il mondo e sbarca in Europa nel 1980 ribattezzato Mitsubishi L300 seguendo la nomenclatura dei veicoli commerciali Mitsubishi (in Europa veniva già venduto il pick-up L200 che godeva di un buon successo).
Nel 1982 debutta la Delica a quattro ruote motrici sia nelle versioni furgone che pick-up con lo stesso sistema di trazione integrale ereditato dal Pajero. In Europa invece bisognerà attendere al marzo del 1983 per il debutto della gemella ribattezzata L300 4WD.
La gamma motori era composta da tutti propulsori a quattro cilindri già utilizzato da altre autovetture MItsubishi: il 1.4 benzina Saturn (4G33) e il 1.6 litri Saturn (4G32) erogante 70 cavalli. Successivamente venne introdotto il 1.8 Sirius (4G62) benzina erogante 100 CV nel maggio 1980 disponibile anche 4WD dal 1982; solo dal novembre del 1983 viene introdotto il motore top di gamma 2.0 benzina Sirius (4G63B) da 93 cavalli disponibile esclusivamente nelle versioni 4WD. 
La gamma diesel comprendeva il motore Astron da 2,3 litri (4D55) introdotto nell'ottobre 1982 erogante 68 cavalli che venne poi sostituito dal più grande Astron da 2,5 litri (4D56) da 70 cavalli nel 1986.
La produzione delle versioni furgonate termina in Giappone nel 1986 mentre la versione pick-up verrà prodotta fino al 1994.

## Terza generazione (dal 1986)
La terza generazione debutta in Giappone nel giugno 1986 e vide abbandonare il telaio a longheroni per una nuova struttura monoscocca per andare incontro alle nuove omologazioni in termini di sicurezza entrate in vigore in Europa e in Giappone. Il motore era in posizione centrale (sotto i sedili anteriori) con trazione posteriore o integrale, la scocca introduceva nuovi rinforzi soprattutto all'anteriore. 

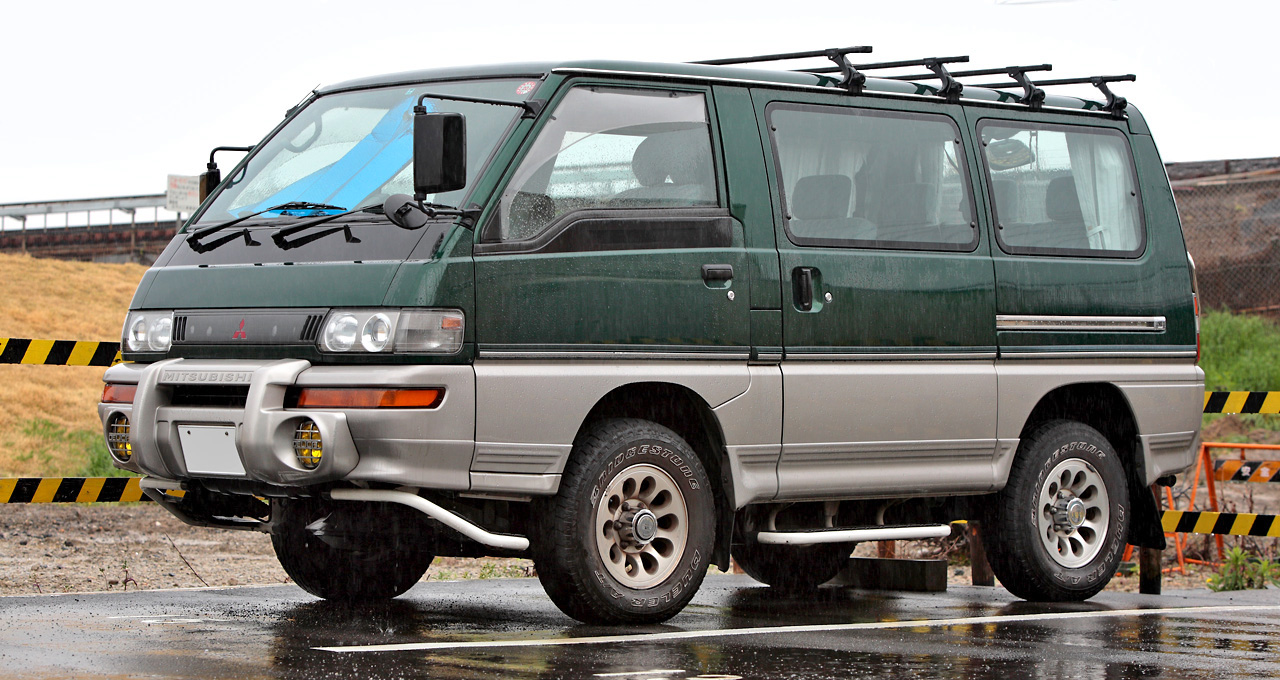
Delica Star Wagon 4WD (mercato giapponese)

I modelli europei avevano anche le barre antiintrusione nelle portiere anteriori. Il design della carrozzeria era denominato "soft cube" e presentava uno stile meno squadrato con ampi fascioni paracolpi anteriori e posteriori. Era disponibile in due lunghezze (con due passi da 2,235 e 2,435 metri) nelle classiche versioni pick-up, furgone lastrato o vetrato e versione per trasporto passeggeri. 
Le versioni per trasporto passeggeri vennero vendute come Delica Star Wagon in Giappone, mentre in Australia vennero ribattezzate semplicemente Star Wagon. La versione commerciale invece divenne Mitsubishi Express sempre sul mercato australiano.

### Mercato americano
Dal 1987 al 1990 Mitsubishi ha venduto in piccole quantità negli Stati Uniti la Delica ribattezzata "Mitsubishi Wagon" la versione passeggeri e "Mitsubishi Van" la versione furgone cargo senza finestrini. Le versioni statunitensi hanno ricevuto tutte un motore benzina da 107 cavalli (80 kW) 4G64 da 2,4 litri. Per gli anni 1990-1991 era disponibile anche una versione di punta denominata LS disponibile per la Wagon. La Mitsubishi Expo LRV ha sostituito il Van/Wagon nel 1992.
In Messico tramite un accordo con il gruppo Chrysler sono stati importati i furgoni prodotti dalla taiwanese China Motor Corporation e sono stati venduti dalla Dodge come Dodge 1000 a partire da luglio 2007.

## Quarta generazione (1994-2006)
La terza serie ottenne un successo elevato soprattutto nelle versioni commerciali e la casa decise di mantenerla in produzione soprattutto nei mercati asiatici; per la quarta generazione quindi la Mitsubishi decise di realizzare solo la variante passeggeri (monovolume) che abbandona completamente l’impostazione di un commerciale adibito per il trasporto passeggeri e diviene una moderna monovolume a sette ed otto posti con una impostazione da autovettura tradizionale in quanto il telaio di base è una nuova piattaforma monoscocca a trazione posteriore o integrale sviluppata utilizzando organi meccanici dalle Galant e Space Wagon ma per differenziarla da quest’ultima la casa ne progetta due tipologie di lunghezze (passo corto e passo lungo); confermata anche la versione “rialzata” stile SUV a trazione integrale con meccanica derivata dalla Pajero. 

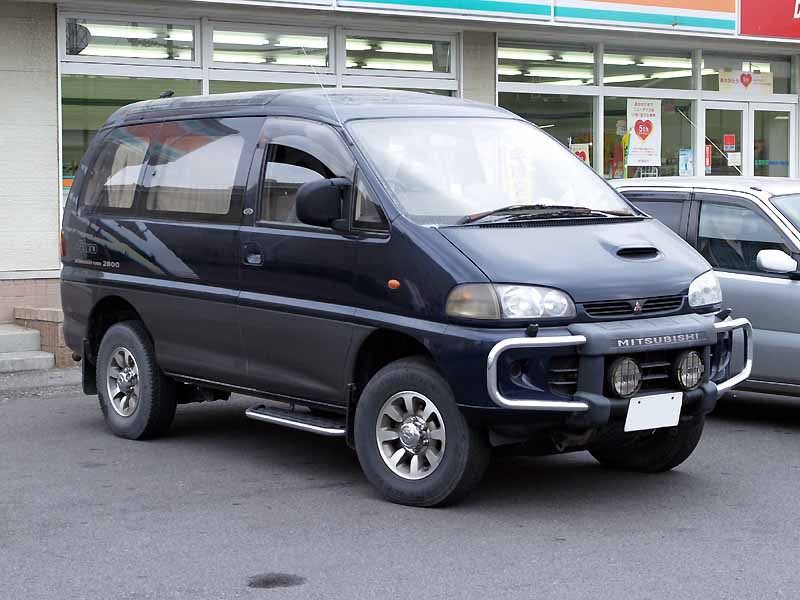
Delica Space Gear 4WD (versione giapponese)

Dopo oltre quattro anni di sviluppo nel maggio del 1994 debutta la nuova Delica ribattezzata in Giappone Delica Space Gear; l’aggiunta della designazione Space Gear servirà a differenziarla dalla precedente Delica Star Wagon rimasta in produzione nonché dalle nuove Delica Cargo/Van fornite OEM dalla Mazda tramite un accordo di badge engineering dei modelli Mazda Bongo.
La nuova Delica Space Gear venne lanciata in Giappone con le nuove motorizzazioni benzina da 2.4 litri quattro cilindri (4G64) da 145 CV abbinata al cambio automatico Invecs a quattro rapporti e trazione posteriore ed integrale affiancata dalla più grande motorizzazione 3.0 V6 24 valvole (6G72) da 185 cavalli con cambio automatico a quattro rapporti. La gamma diesel per il mercato giapponese era composta dal 2.8 TDI quattro cilindri (4M40) da 125 cavalli disponibile con cambio manuale a 5 rapporti o automatico a 4 rapporti e trazione solo posteriore.
In Europa la versione monovolume venne venduta semplicemente come Mitsubishi Space Gear mentre ne venne ricavata anche una versione furgone lastrata venduta come Mitsubishi L400. La Space Gear europea venne presentata nell’ottobre del 1994 al Salone di Parigi e venne venduta dalla fine dello stesso anno nelle due versioni a passo corto e lungo sia a trazione posteriore che integrale. La gamma motori era composta dal benzina 2.0 16 valvole da 105 e 115 cavalli, il 2.4 benzina da 132 cavalli e il 2.5 turbo diesel (4D56) quattro cilindri erogante 87 e 99 cavalli.